# Scar Tissue
Scar Tissue е сингъл на американската фънк рок група Ред Хот Чили Пепърс. Това е първият издаден сингъл от албума Californication.
Песента има огромен успех и се задържа 16 седмици на върха на класацията Billboard Hot Modern Rock Tracks.
В сингълът се пее за борбата на Антъни Кийдис с наркотиците. Видеоклипът към песента е режисиран от Стефан Седнауи и в него бандата се вози в кола насред псутинен пейзаж. В началото колата е карана от Джон Фрушанте, въпреки че в реалния живот той не шофира. Това е използвано като метафора за завръщането му в групата. Колата е Понтиак Каталина от 1967.

### CD сингъл (1999)
1. Scar Tissue (Album) – 3:37
2. Gong Li (неиздавано) – 3:43
3. "Instrumental #1" (неиздавано) – 2:48

### CD сингъл (Slipcase) (1999)
1. Scar Tissue (Album) – 3:37
2. Gong Li (неиздавано) – 3:43

### Аудио касета (1999)
1. Scar Tissue (Album)
2. Gong Li (неиздавано)

### Джубокс сингъл
1. Scar Tissue (Album) – 3:37
2. Gong Li (неиздавано) – 3:43